# دنور ریگلمن
دنور لی ریگلمن سوم (انگلیسی: Denver Riggleman؛ زادهٔ ۱۷ مارس ۱۹۷۰) بیزنس من و سیاستمدار آمریکایی اهل مشترک‌المنافع ویرجینیا، که هم‌اکنون نماینده مجلس نمایندگان ایالات متحده آمریکا از حوزه انتخابیه پنجم ویرجینیا است. او سابقاً افسر نیروی هوایی ایالات متحده آمریکا و پیمانکار آژانس امنیت ملی ایالات متحده آمریکا، بوده و در سال ۲۰۱۴ در ویرجینیا یک کارخانه تقطیر باز کرد.